# Phraséologie de l'aviation
Pour les articles homonymes, voir Phraséologie (homonymie).
La phraséologie est un code verbal utilisé pour la radiotéléphonie aéronautique par les contrôleurs aériens et les pilotes afin que les échanges radio soient clairs, concis, et sans ambiguïté . L'ensemble de cet article se base sur le manuel de phraséologie à l'usage de la circulation aérienne (version 9) édité par la DGAC et l'ENAC ainsi que sur le deuxième volume de l'annexe 10 à la convention relative à l'aviation civile internationale.

## Nécessité d'une phraséologie
Les communications air-sol dans l'aéronautique consistent généralement en une série d'instructions. Ces instructions peuvent être destinées à un aéronef plutôt qu'à un autre, peuvent comporter des chiffres, et être parfois obscures. Pour cette raison, des confusions et des erreurs peuvent se produire, et avoir des conséquences dramatiques. Voici quelques exemples, et les solutions apportées par la phraséologie. Ces exemples sont pour la plupart français, d'autres langues ont leurs propres règles pour éviter toute confusion.

### Catastrophe de Tenerife, 1977
Dans cette catastrophe, deux Boeing 747 entrent en collision. Elle fait 583 victimes. L'un des facteurs contributifs à cet accident a été l'emploi par le contrôleur du mot "décollage" en dehors de la délivrance d'une autorisation de décoller. Un pilote, qui attendait pour son envol, a entendu le mot "décollage", et a cru qu'il était autorisé à décoller. Depuis cet accident, le mot "décollage" ne doit plus être utilisé en dehors de l'autorisation d'un aéronef à décoller. En dehors de ce contexte, le mot "départ" est privilégié, qui ne prête pas à confusion.

### Confusion sur les nombres
La transmission d'altitudes est également extrêmement sujette aux erreurs. Ainsi l'expression "Descendez deux mille pieds" peut être comprise "Descendez DE mille pieds". C'est pourquoi, afin de bien faire la différence entre la transmission d'une valeur et les éventuels déterminants, l'expression utilisée doit être "Descendez altitude deux mille pieds".
Un autre problème concerne la transmission des fréquences. Par exemple la fréquence 120,775 MHz ne doit pas être transmise comme "cent vingt - sept cent soixante quinze", car il y a ambiguïté avec "cent vingt sept - cent soixante quinze". Pour bien faire la différence, la phraséologie demande l'usage du mot "décimale" à l'emplacement de la virgule. Ainsi on dira "cent vingt décimale sept cent soixante quinze". 
Lorsque la qualité de réception est médiocre, ou que le message doit être répété à la suite d'une incompréhension, il peut être nécessaire de décomposer les nombres, comme on le ferait pour les lettres à l'aide de l'alphabet international.
Pour les chiffres, on utilise leur nom en français sauf pour 1 que l'on nommera "unité" pour éviter toute confusion avec le déterminant "un" ou l'hésitation "hein ?".
Pour les multiples, on utilise "cent" pour 00 et "mille" pour le 000. "Cent" est réservé à deux zéros, "mille" s'emploie comme séparateur de milliers. Ainsi, par exemple sur des pressions atmosphériques, 1014 se prononcera "unité zéro unité quatre" tandis que 994 sera "neuf neuf quatre"

### Confusion sur les lettres
En français comme dans beaucoup de langues, certaines lettres se prononcent d'une façon similaire et portent à confusion : M et N, T et D, F et S, etc. Pour cette raison, toute lettre en phraséologie doit être prononcée selon l'alphabet aéronautique qui a été défini en 1957 sur la base de l'alphabet militaire anglais de 1943. A se prononce Alpha, B se prononce Bravo, C se prononce Charlie, etc. M se prononce Mike et se différencie naturellement de N, November. De même pour Tango et Delta.
Le fait d'avoir un alphabet normalisé et étudié permet d'éviter que les mots choisis ne prêtent eux-mêmes à confusion (par exemple C comme Chemise et D comme Denise).
Liste des lettres de l'alphabet :
| Alfa    | Foxtrot | Kilo     | Papa   | Uniform | Zulu |
| Bravo   | Golf    | Lima     | Quebec | Victor  |      |
| Charlie | Hotel   | Mike     | Romeo  | Whiskey |      |
| Delta   | India   | November | Sierra | X-ray   |      |
| Echo    | Juliett | Oscar    | Tango  | Yankee  |      |

## Concision
Avec l'essor de l'aviation commerciale, les fréquences ont vite commencé à être saturées. Davantage d'avions veut dire davantage d'échanges verbaux ; il a vite fallu trouver un moyen pour limiter ces échanges au strict minimum. La phraséologie a été créée dans cet esprit également. Ainsi, la plupart des pronoms et déterminants ne sont pas prononcés. Chaque mot a un sens précis réputé connu, afin d'éviter de devoir l'expliquer. Les messages courants sont répétés tout le temps avec les mêmes informations nécessaires, dans le même ordre, afin d'éviter de demander des précisions, ou de répéter un message. Ainsi, pour autoriser un avion à décoller le contrôleur dit :
- « [indicatif avion], piste 22, autorisé au décollage, vent 310 degrés, 8 nœuds »

Avec cette simple phrase, tout est dit, de la manière la plus concise qui soit.
L'immatriculation des aéronefs peut être raccourcie s'il n'existe aucune ambiguïté et toujours à l'initiative de l'organisme de circulation aérienne. En effet, alors qu'une immatriculation complète se présente, en France, sous la forme "F-OOSB" (Fox-trot Oscar Oscar Sierra Bravo), la forme abrégée pour le même appareil donne "F-SB" (Fox-trot Sierra Bravo). Ce qui donne :
- « Fox-trot Sierra Bravo, piste 22, autorisé au décollage, vent 310 degrés, 8 nœuds »

Lors du premier contact avec le contrôleur l'immatriculation complète de l'avion doit être énoncée afin de s'identifier clairement. Ce qui donne :
- « Le Raizet tour, de Fox-trot Oscar Oscar Sierra Bravo, Bonjour ».

Les immatriculations aux États-Unis commencent par "N". Les contrôleurs et les pilotes on donc pris l'habitude de l'omettre : 7834G est donc N 7834 G.
Les canadiens, où toutes les immatriculations commencent par C suivi de 4 lettres, font de même. Parfois, le "C" est suivi de "F" puis de 3 autres lettres.
Il en résulte que si le "F-OOSB" rentre dans l'espace aérien canadien et s'annonce « Fox-trot Oscar Oscar Sierra Bravo, Bonjour », le contrôleur comprend que c'est le "C-FOOSB" qui arrive et considère que ce n'est pas une immatriculation correcte.

## Expressions conventionnelles
Pour aider à la concision ou éviter des confusions, il existe des expressions réglementaires :
Confirmation ou infirmation :
- Affirme : Oui
- Négatif : Non

(Les deux mots sont suffisamment longs et leurs sonorités finales distinctes pour prévenir toute confusion)
- Correct : c'est exact.

Expressions employées par le contrôle aérien :
- Accusez réception : confirmez que vous avez reçu et compris le message.
- Approuvé : permission accordée (ex : "Repoussage approuvé")
- Annulez : annulez la clairance précédente.
- Autorisé... : autorisé à poursuivre dans les conditions spécifiées (notamment pour le décollage et l'atterrissage), ce terme est répété dans le collationnement.
- Break : séparation entre parties du message.
- Break Break : ne collationnez pas, je transmets directement un autre message pour un autre aéronef.
- Chaque mot deux fois : vous répéterez ou je répéterai chaque mot deux fois car la communication est difficile.
- Contactez... (ex : "Contactez Beauvais Approche sur 119,9") : établissez le contact radio avec...
- Collationnez : répétez le message tel que vous l'avez reçu.
- Indiquez... : donnez-moi une information concernant...
- Rappelez... (ex : "Rappelez en vent arrière") : rappelez pour faire un compte rendu à l'endroit précisé.
- Standby : attendez que je vous rappelle (la forme anglaise est celle couramment employée, bien que la phraséologie officielle soit Attendez)
- Veillez... : restez à l'écoute de la fréquence précisée.
- Vérifiez : contrôlez un système, une procédure.

Expressions employées par le pilote :
- Roger : j'ai bien reçu votre transmission (souvent remplacé en français par "reçu" ou "copié" même si cet usage n'est pas réglementaire).
- Wilco : j'ai bien reçu votre message et je vais l'exécuter.
- Demande... : je souhaite ou je demande ...
- MAYDAY (prononcer trois fois) : préfixe à un message de détresse (état caractérisé par la menace d'un danger grave et imminent et par la nécessité d'une assistance immédiate).
- PAN PAN (prononcer trois fois, se prononce "panne panne") : préfixe à un message d'urgence (état concernant la sécurité d'un aéronef ou de tout autre véhicule, ou celle d'une personne se trouvant à bord ou en vue, qui n'est pas caractérisé par la nécessité d'une assistance immédiate).

Expressions communes aux deux parties :
- Comment recevez-vous ? : quelle est la lisibilité de la transmission (attend une réponse chiffrée de 1 à 5).
- Confirmez... (ex : "Confirmez piste 16 gauche !?") : vous êtes bien sûr de...
- Correction... (ex: "Correction piste 16 droite") : le message précédent était inexact, voici le message correct. Peut s'employer pour rectifier une erreur ou pour apporter une modification relative à une évolution de la situation.
- Ignorez : considérez le message précédent comme n'ayant pas été émis.
- Je répète : annonce la répétition d'un message pour marquer l'insistance.
- Répétez (...) : répétez tout ou partie de votre message (en particulier lorsque le message était inaudible ou a été mal reçu).

## Collationnement
Le collationnement consiste pour le pilote à répéter tout ou partie d’un message afin que le contrôleur à l’origine de ce message vérifie qu’il a été correctement reçu.
Tous les messages ne donnent pas lieu à un collationnement mais uniquement les éléments suivants d'une clairance :
- Fréquence ;
- Code transpondeur ;
- Calage altimétrique ;
- Route ATS (incluant itinéraire de départ et d'arrivée) ;
- Instruction de cap ;
- Instruction de niveau ;
- Instruction de vitesse ;
- Taux d'évolution vertical ;
- Procédure d'approche ;
- Maintien de position ;
- Piste (identification, maintien avant piste, entrée, atterrissage, option, décollage, traversée, remontée) ;
- Niveau de transition ;
- Conditions si clairance conditionnelle.

Par exemple : un avion contacte un aérodrome en vue de s'y poser:
- Contrôle : "Fox Alpha Bravo, transpondeur 5123, QNH 1013, piste en service 22, rappelez verticale".
- Collationnement : "Transpondeur 5123, QNH 1013, piste 22 en service, je rappelle verticale, Fox Alpha Bravo".

## Provenance et destination des messages
D'une manière générale, il faut toujours préciser l'appelé et l'appelant sous la forme : "Appelé de appelant" (et non "Appelant pour appelé"). Cela est valable dans les deux sens de la transition : air vers sol (pilote vers station au sol) ou sol vers air (station au sol vers pilote).
Lorsqu'il n'y a pas de risque de confusion, et lorsque l'appelé est une station au sol, la règle peut s'omettre (sauf dans un message de prise de contact). Les fréquences peuvent être communes à plusieurs terrains (surtout non-contrôlés, en "auto-information"). Dans ces cas, il faut donc préciser la station au sol destinataire du message ("Château-Thierry, Fox Alpha Bravo, j'intègre le circuit 22").

## Exemples
Exemple de l'arrivée d'un aéronef F-JABC sur le terrain contrôlé de l'aéroport de Lille.
Les parenthèses indiquent des mots implicites qui ne sont pas exprimés.
1. : Lille Tour, F-JABC, bonjour
2. : F-JABC, (Lille Tour), bonjour
3. : (Lille Tour), F-JABC, EV-97 de Calais à Lille, pour un toucher, 1500 pieds à 1 minute de Novembre
4. : F-JABC, (Lille Tour), Transpondeur 6001, QNH 1013, piste 26 en service, vent du 250, 5 noeuds, rappelez Novembre
5. : Transpondeur 6001, QNH 1013, piste 26 en service, je rappelle Novembre, F-JABC

Dans l'exemple
1. Le pilote établit le premier contact avec la tour de contrôle en donnant son indicatif radio (F-JABC à prononcer Fox Juliet Alpha Bravo Charlie).
2. Le contrôleur aérien accuse réception, la conversation peut débuter.
3. Le pilote indique, en une phrase la plus concise possible, toutes les informations nécessaires au contrôleur, c'est-à-dire le type d'appareil (EV-97), sa provenance (Calais), sa destination et son intention (pour un toucher), sa position (1 minute du point Novembre à 1500 pieds d'altitude) et peut éventuellement préciser d'autres intentions (par exemple s'il veut faire une approche particulière).
4. Le contrôleur aérien donne au pilote un code transpondeur pour l'identifier, lui donne le QNH local, la piste en service, le vent (direction et force) et lui demande de rappeler lorsqu'il sera à une position particulière du terrain (ici Novembre).
5. Le pilote collationne les informations et instructions importantes, c'est-à-dire qu'il les redit explicitement (transpondeur 6001....) puis termine par son indicatif.

## Liens
- (fr) Arrêté du 24 novembre 2005 portant sur l'épellation des fréquences
- (fr) Manuel de formation à la phraséologie